# ليفودوبا/بنسيرازيد
ليفودوبا/بِنسيرازيد (بالإنجليزية: Levodopa/benserazide)‏ هو دواء مركب يُستعمَل لعلاج مرض باركنسون، ويُباع تحت الاسم التجاري برولوبا (بالإنجليزية: Prolopa)‏.

## الاستعمالات الطبية
ليفودوبا/بِنسيرازيد مُناسِب لعلاج مرض باركنسون بإستثناء حالات الباركنسونية المُحدَثة بالأدوية.